# Rasura
Pour l'équipement militaire, voir Rasura (radar).
Rasura est une commune italienne de moins de 1 000 habitants située dans la province de Sondrio, en Lombardie.

## Administration
| Période                                  | Période | Identité | Étiquette | Qualité |
| ---------------------------------------- | ------- | -------- | --------- | ------- |
|                                          |         |          |           |         |
| Les données manquantes sont à compléter. |         |          |           |         |

### Communes limitrophes
Bema, Cosio Valtellino, Pedesina, Rogolo.